# Kramat (Senen)
Kramat is een plaats (wijk) - (kelurahan) in het bestuurlijke gebied Senen, Jakarta Pusat (Centraal-Jakarta) in de provincie Jakarta, Indonesië.  De plaats telt 25.664 inwoners (volkstelling 2010).